# Rangsby ungdomsförening
Rangsby ungdomsförening (Rangsby uf) är en ungdomsförening i byn Rangsby i Närpes i Österbotten. Rangsby uf registrerades som förening i maj 1903. Föreningen har omkring 150 medlemmar (2023) och hör till Svenska Österbottens Ungdomsförbunds sjunde ring.
Föreningen driver folkparken Fagerö folkpark vid Rangsbyfjärden, där ordnar man bland annat sommardanser. På området finns danspaviljong, disco, sommarrestaurang, pub, beachvolley, minigolf, badstrand, båthamn och lekpark.
Danser vid Fagerö har man arrangerat sedan 1920-talet och sedan 1980-talet är det föreningens huvudverksamhet. Till föreningens övriga verksamhet hör nejdens största loppmarknad, simskola, julmarknad och innebandy.
Under 1900-talets mitt var föreningen huvudsakligen inriktad på teaterverksamhet. Den egna ungdomslokalen togs ur bruk på 1970-talet och revs 1990. Under en period på 1970- och 80-talen gick föreningen upp i Närpes uf tills verksamheten fick en nytändning och man återuppstod som egen förening.